# Comuna Moskovka, Vilneansk
Moskovka (în ucraineană Московка) este o comună în raionul Vilneansk, regiunea Zaporijjea, Ucraina, formată din satele Blahovișcenske, Mîkilske, Moskovka (reședința), Raiske, Ukromne și Veselivske.

## Demografie
Componența lingvistică a comunei Moskovka
     Ucraineană (91,09%)
     Rusă (8,6%)
Conform recensământului din 2001, majoritatea populației comunei Moskovka era vorbitoare de ucraineană (91,09%), existând în minoritate și vorbitori de rusă (8,6%).